# (23409) Derzhavin
(23409) Derzhavin est un astéroïde de la ceinture principale.

## Description
(23409) Derzhavin est un astéroïde de la ceinture principale. Il fut découvert le 31 août 1978 à Naoutchnyï par Nikolaï Tchernykh. Il présente une orbite caractérisée par un demi-grand axe de 2,31 UA, une excentricité de 0,21 et une inclinaison de 5,0° par rapport à l'écliptique.

## Compléments